# 영광여자고등학교
영광여자고등학교(榮光女子高等學校)는 대한민국 경상북도 영주시 영주동에 위치한 사립 고등학교이다.

## 학교 연혁
- 1965년 3월 1일 : 영광여자고등학교 개교(1964. 11. 16. 영광고등학교 여자부 병설인가/3학급)
- 1966년 11월 17일 : 영광여자고등학교 설립 인가
- 1974년 3월 15일 : 본관 3개 층 18개 교실 완공
- 1976년 3월 1일 : 영광여고와 영광여중 분리 경영
- 1979년 10월 23일 : 신관 5개 층 25개 교실 완공
- 1981년 10월 6일 : 27개 학급 증설 인가
- 1984년 5월 15일 : 대운동장 확장공사 완료
- 1987년 12월 30일 : 학교법인 진성학원으로 설립자 변경 (변경전 법인명 학교법인 영광교육재단)
- 1996년 2월 27일 : 혜곡학사(기숙사) 완공 (17실 102명 수용)
- 2004년 1월 18일 : 명성학사(기숙사) 완공(9실 90명 수용)
- 2007년 2월 14일 : 명성홀(강당) 준공(700석)
- 2009년 3월 24일 : 학교법인 명성학원으로 법인 명칭 변경
- 2016년 2월 25일 : 은파학사(기숙사) 준공 (18실 70명 수용)
- 2020년 9월 25일 : 제7대 김창진 이사장 취임
- 2021년 12월 30일 : 제55회 졸업식(146명, 총 15,220명)
- 2022년 3월 1일 : 제19대 김호연 교장 취임
- 2022년 3월 2일 : 신입생 157명 입학 (7학급)

## 참고 자료
- 영광여자고등학교 - 한국교육학술정보원 학교알리미